# Allison Hightower
Pour les articles homonymes, voir Hightower.
Allison Hightower, née le 6 avril 1988 à Arlington (Texas), est une joueuse américaine de basket-ball de 1,78 m jouant au poste d'arrière.

## Biographie
Nommée WBCA All-American au lycée (la Women's Basketball Coaches Association est une Association d'entraineurs du basket-ball féminin américain) , elle a participé au WBCA High School All-America Game 2006, rencontre où elle inscrit 4 points.
Gauchère, cette texane était une fan des Comets de Houston et de Cynthia Cooper, dont elle avait tapissé sa chambre de posters. Elle est choisie en 15e choix par la franchise de WNBA du Sun du Connecticut à sa sortie de l'Université d'État de Louisiane lors de la draft WNBA 2010. Son entraîneur, le champion olympique 2004 et multiple champion WNBA Van Chancellor ne tarit pas d'éloges sur l'ancienne Tiger : « Elle a été All-SEC player, All-American et va être diplômée. C'est une grande personnalité aussi hors du terrain. ».
Elle s'est engagée à l'automne avec l'équipe de Nantes-Rezé en Ligue féminine de basket pour la saison 2010-2011 (où elle remplace Kathleen MacLeod). « Allisson sort d’une très bonne saison universitaire qui s’est concrétisée par la draft où elle évolue aux côtés d’une certaine Sandrine Gruda. C’est une joueuse réputée pour ses qualités défensives et son tir à trois points. Elle peut jouer sur deux postes de jeu, en no 2, priorité du NRB, mais également à la mène le cas échéant. Elle n’évoluera que dans le cadre du championnat de France, Mame-Marie Sy-Diop étant considérée comme extra communautaire en coupe d’Europe, elle ne foulera donc probablement pas les parquets de l’Eurocup. » explique son entraîneur Laurent Buffard.
Après une opération des amygdales, elle arrive en retard dans la préparation du club nantais, suscitant de nouveau la colère de Laurent Buffard quand elle manque la rencontre à Arras bloquée par la neige. Elle quitte sans prévenir le club avant les deux derniers matches du Challenge round en mai 2011, à la fureur de Laurent Buffard : « C'est inacceptable. Elle était encore sous contrat. Qu'une joueuse puisse agir ainsi me met hors de moi. »
En 2012, elle intègre le cinq majeur du Sun, au détriment de Renee Montgomery, équipe qui atteint la finale de la conférence, s'inclinant en trois manches, deux à un, face au Fever de l'Indiana. En novembre 2012, elle signe au club israélien d'Elitzur Ramla. Elle est sélectionnée au WNBA All-Star Game 2013.
En 2015, elle effectue la pré-saison avec le Sun, mais n'est pas conservée dans l'effectif, après avoir manqué 20 rencontres, dont les 16 dernières, en 2014 en raison de problèmes au genou.
Après la saison WNBA 2016, elle retrouve le club israélien de Maccabi Bnot Ashdod.